# Джунглевая хабия
Джунглевая хабия (лат. Driophlox fuscicauda) — вид птиц из семейства кардиналовых. Выделяют 6 подвидов. Птицы обитают в субтропических и тропических затопляемых, низменных влажных и сильно деградированных лесах и (низменных) влажных кустарниковых местностях, на высоте 0—1200 метров над уровнем моря. 

## Описание
Джунглевая хабия достигает длины 17—20 см и массы от 32 до 47 г.

## Подвиды и распространение
Выделяют шесть подвидов:
- Driophlox fuscicauda salvini (Berlepsch, 1883) — восточная и юго-восточная Мексика (от Сан-Луис-Потоси и южного Тамаулипаса) южнее до Гватемалы (кроме севера), Белиза, Гондураса и Сальвадора;
- Driophlox fuscicauda insularis (Salvin, 1888) — юго-восточная Мексика (север и восток Юкатана) и северной Гватемалы;
- Driophlox fuscicauda discolor (Ridgway, 1901) — Никарагуа;
- Driophlox fuscicauda fuscicauda (Cabanis, 1861) — крайний юг Никарагуа и склоны гор от Коста-Рики до западной Панамы;
- Driophlox fuscicauda willisi Parkes, 1969 — центральная Панама от северо-восточной Кокле и Колоны восточнее до Куна-Яла;
- Driophlox fuscicauda erythrolaema (P. L. Sclater, 1862) — на Карибском берегу Колумбии в северном Атлантико, северном Боливаре и Кордоба.